# Sirdspukstu intervāls
Sirdspukstu intervāls – wydany w kwietniu 1996 roku, czwarty album studyjny  zespołu Jauns Mēness. Zawiera 10 piosenek w języku łotewskim.  Pierwszy album grupy od debiutowego, na którym piosenki są jedynie po łotewsku. Singlem i najpopularniejszą piosenką stał się Horizonts (Horyzont).

## Lista utworów
1. "Kā tev iet?" - 3:29
2. "Korida" - 4:32
3. "Horizonts" - 3:38
4. "Paisums un bēgums" - 5:02
5. "Uz mājām" - 4:35
6. "Sauc mani vārdā" - 4:30
7. "Bezgalīgā iela" - 3:29
8. "Pārspīlēts" - 3:55
9. "Jautājumi" - 3:44
10. "Es neesmu S.O.S." - 2:28